# Paul-Émile Deiber
Paul-Émile Deiber (* 1. Januar 1925 in La Broque, Elsass; † 14. Dezember 2011 in Klosterneuburg, Österreich) war ein französischer Schauspieler und Synchronsprecher.
Nach Musikstudien in Violine und Gesang entschied er sich für das Center Art Dramatic, wo er seinen Meister Jean Debucourt kennenlernte. 1942 trat er erstmals mit der Comédie-Française in einer kleinen Rolle in „Cyrano de Bergerac“ auf.
1972 heiratete er in dritter Ehe die deutsche Sängerin Christa Ludwig.

## Filmographie (Auswahl)
- 1954: La joie de vivre
- 1957: Fernand clochard
- 1958: Des Königs bester Mann
- 1961: Hochwürden Don Camillo (Stimme Jesus, französische Version)
- 1977: Mit Schirm, Charme und Melone
- 1979: Heinrich, der gute König
- 1984: Le scénario défendu
- 1995: Un siècle d’écrivains